# Monogynella pamirica
Monogynella pamirica là một loài thực vật có hoa trong họ Bìm bìm. Loài này được (Butkov) Chrtek mô tả khoa học đầu tiên năm 1992.